# رقيطة لاسعة
الرقيطة اللاسعة (باللاتينية: Zanobatus schoenleinii) هي نوع من الشفنينيات و هي أصنوفة أحادية لجنس (Zanobatus) و فصيلة (Zanobatidae). وهي تتواجد في الوسط الشرقي للمحيط الأطلسي بين المغرب و خليج غينيا، حيث تتواجد أعماق تصل إلى 60 متر (200 قدم). ولا يُعلم الكثير عن هذه السمكةـ وقد أشار الاتحاد الدولي لحفظ الطبيعة لها بنوع ناقص البيانات.